# 17431 Sainte-Colombe
17431 Sainte-Colombe è un asteroide della fascia principale. Scoperto nel 1989, presenta un'orbita caratterizzata da un semiasse maggiore pari a 2,3462846 UA e da un'eccentricità di 0,1255694, inclinata di 6,74554° rispetto all'eclittica.